# Waka (przystanek kolejowy)
Waka (lit. Vokė, ros. Воке) – przystanek kolejowy w dzielnicy Ponary, w Wilnie, na Litwie. Leży na linii dawnej Kolei Warszawsko-Petersburskiej.
Nazwa przystanku pochodzi od pobliskiej rzeki Waka.